# چشمه ولی‌آباد والی
چشمه ولی‌آباد والی، روستایی از توابع بخش کربال شهرستان شیراز در استان فارس ایران است.

## جمعیت
این روستا در دهستان کربال قرار دارد و براساس سرشماری مرکز آمار ایران در سال1401، جمعیت آن 395 نفر (74خانوار) بوده‌است.